# Джеймс Уайт
Джеймс Уайт (на английски: James White) е британски писател на произведения в жанра научна фантастика.

## Биография и творчество
Джеймс Уайт е роден на 7 април 1928 г. в Белфаст, Северна Ирландия, Великобритания. Прекарва част от детството си в Канада. Учи в Белфаст в началното училище „Свети Джон“ (1935-1941) и в средното техническо училище „Свети Йосиф“ (1942-1943). Иска да продължи да учи медицина, но няма финансова възможност за това.
В периода 1943-1965 г. работи в няколко шивашки фирми в Белфаст и като асистент-мениджър на кооперативен универсален магазин. През 1955 г. се жени за Маргарет („Пеги“) Сара Мартин, която също обича научната фантастика. Двамата имат три деца – дъщеря Патриша, и синовете Мартин и Питър. От 1965 г. Уайт работи за самолетостроителната фирма „Short Brothers“ като технически секретар (1965 – 1966), помощник по рекламата (1966 – 1968), и служител по рекламата (1968-1984).
Джеймс Уайт става фен на научната фантастика след като прочита произведенията на Едуард Смит и Робърт Хайнлайн. През 1947 г. среща Уолтър Уилис, друг ирландски фен на фантастиката, и двамата подпомагат издаването на списанията „Slant“ и „Hyphen“. Уайт е пацифист и започва да пише разкази, които са различни от доминиращата в този период тема за надвисналата ядрена гибел. Първият му разказ „Assisted Passage“ е публикуван през януари 1953 г. е пародия на англо-австралийски емиграционни политики през 50-те години.
През 1957 г. е публикуван първия роман на Уайт „The Secret Visitors“, който включва места от Северна Ирландия. Той е публикуван преди това като поредицата „Tourist Planet“ в списание „Нови светове“. Преди издаването на романа Уайт преработва края му по искане на издателя.
През ноември същата година Уайт публикува в списание „Нови светове“ разказа „Hospital Station“. Редакторът на списанието Джон („Тед“) Карнел иска и други истории по темата и в периода 1957-1960 г. излиза поредицата „Галактическа болница“. Тя става първия роман от най-известната едноименна серия на писателя, който е публикуван през 1962 г.
Серията „Галактическа болница“ се състои от 12 книги издадени в периода 1962-1999 г. Има и няколко допълнителни разказа по темата включени в други публикации – „Countercharm“, „Tableau“, „Occupation: Warrior“, и „Custom Fitting“. Галактическата болница е гигантска космическа станция основана като миротворческа проект на двама герои от противоположните страни при междузвездна война на човечеството. В нея се настаняват пациентите и персонала от десетки разумни видове в Галактиката, с различни екологични изисквания, поведения и заболявания. Първоначално в центъра на повечето от историите е доктор Конуей, който се издига от младши хирург до диагностик. В четвъртата книга дейността на болницата се разширява с подпомагане и спешна помощ на жертвите на произшествия и космически планетарни катастрофи като най-ефективно средство за осъществяване на мирен контакт с новите видове. Това позволява да се разширят темите на сюжетите и разнообразието от герои, както и да се поставят по-глобални въпроси извън медицинската насока.
Джеймс Уайт пише своите произведения вечер и в свободното си време, а през деня ходи на работа, тъй като писането не му носи достатъчно доходи. През 1980 г. води литературен курс към Работническата образователна асоциация. Той заболява от диабет, получава тежко влошаване на зрението, и през 1984 г. се пенсионира предсрочно. Премества се в курортния град Портстюарт и продължава да пише до смъртта си.
Произведенията на Джеймс Уайт са забележителни примери на конвенционалната научна фантастика и създаването на „научно точни“ истории, въпреки идването на литературната „нова вълна“ и фентъзито. Те не стават толкова популярни, особено в САЩ, поради спецификата си и отразения в тях пацифизъм на автора. Въпреки това неговите герои са едни от най-запомнящите се извънземни в научната фантастика.
В продължение на много години е бил член на Съвета на Асоциацията на британските фантасти. С Хари Харисън и Ан Макафри е патрон на ирландската асоциация.
Джеймс Уайт умира от инсулт на 23 август 1999 г. в Белфаст.
През 1999 г. е включен в Залата на славата на Европейската асоциация за научна фантастика. От 2000 г. на негово име е учредена награда за най-добър фантастичен разказ от непрофесионален автор.

## Произведения

### Самостоятелни романи
- The Secret Visitors (1957)
- Second Ending (1961) – номиниран за награда „Хюго“
- The Watch Below (1966) – в съавторство с Рудолф Щайнер
- All Judgment Fled (1968)
- Tomorrow Is Too Far (1971)
- Lifeboat (1972) – издаден и като „Dark Inferno“
- The Dream Millennium (1974)
- The Escape Orbit (1983) – издаден и като „Open Prison“, номиниран за награда „Небюла“
- The Interpreters (1985)
- Federation World (1988)
- The Silent Stars Go By (1991)

### Серия „Галактическа болница“ (Sector General)
1. Галактическа болница, Hospital Station (1962)
2. Космически лечители, Star Surgeon (1963)
3. The Aliens Among Us (1964)
4. Оперативна намеса, Major Operation (1971)
5. Futures Past (1977)
6. Ambulance Ship (1979)
7. Sector General (1983)
8. Star Healer (1984)
9. Code Blue – Emergency (1987)
10. The Genocidal Healer (1992)
11. The Galactic Gourmet (1996)
12. Final Diagnosis (1997)
13. Mind Changer (1998)
14. Double Contact (1999)

### Участие в общи серии с други писатели

#### Серия „Земя – Финален конфликт“ (Earth – Final Conflict)
2. The First Protector (2000)
от серията има още 5 романа от различни автори

### Сборници
- Deadly Litter (1964)
- The Aliens Among Us (1969)
- The White Papers (1975)
- Monsters and Medics (1977)
- Vortice di relitti (1979)
- Futures Past (1982)

### Разкази (част)
- Assisted Passage (1953)
- Crossfire (1953)
- The Scavengers (1953)
- The Conspirators (1954)
- Starvation Orbit (1954)
- Curtain Call (1954)
- Suicide Mission (1954)
- The Star Walk (1955)
- Outrider (1955)
- Boarding Party (1955)
- Dynasty of One (1955)
- Pushover Planet (1955)
- Question of Cruelty (1956)
- Red Alert (1956)
- In Loving Memory (1956)
- To Kill or Cure (1957)
- Patrol (1957)
- The Lights Outside the Windows (1957)
- False Alarm (1957)
- Жива картина, Tableau (1958)
- The Trouble with Emily (1958)
- The Ideal Captain (1958
- Dark Talisman (1958)
- Dogfight (1959)
- The High Road (1959)
- Grapeliner (1959)
- Deadly Litter (1959)
- The Apprentice (1960)
- Christmas Treason (1961)
- Counter Security (1963)
- Invader (1966)
- Vertigo (1968)
- Blood Brother (1969)
- Meatball (1969)
- Major Operation (1971)
- Commuter (1972)
- Spacebird (1973)
- Answer Came There None (1974)
- Custom Fitting (1976) – номиниран за награда „Хюго“
- Something of Value (1985)
- Преводачите, The Interpreters (1985)
- Combined Operations (1986)
- Sanctuary (1988)
- Type 'Genie' and Run (1989)
- Incident on a Colonising Starship Where All Living Things are in Suspended Animation... (1990)
- The Backward Magician (1992)
- House Sitter (1996)
- Un-Birthday Boy (1997) – номиниран за награда „Хюго“

### Антологии с включени произведения на писателя
- Out of This World 3 (1962)
- Venture Science Fiction 1 (1963)
- New Writings in SF 7 (1966)
- New Writings in SF 12 (1968)
- New Writings in SF 14 (1969)
- New Writings in SF 16 (1969)
- New Writings in SF 18 (1971)
- New Writings in SF 21 (1972)
- Space 1 (1973)
- New Writings in SF 22 (1973)
- The Best from Galaxy, Volume III (1975)
- To Follow a Star (1977)
- The Road to Science Fiction 5: The British Way (1998)

### Книги за Джеймс Уайт
- James White (1989) – от Гордън Бенсън и Фил Стивънсън-Пейн